# Stefan Müller (Fußballspieler, 1974)
Stefan Müller (* 8. März 1974 in Schopfheim) ist ein ehemaliger deutscher Fußballspieler.
Müller begann beim FC Wehr mit dem Fußballspiel. Über den SV Schopfheim und die SG Lörrach-Stetten kam er 1993 zum SC Freiburg. 1994 debütierte er für die Badener in der Fußball-Bundesliga. Bis 2005 spielte er 151-mal in der ersten Liga und erzielte dabei sieben Tore für Freiburg. In 52 Zweitligaspielen traf er fünfmal für die Breisgauer. Stefan Müller wohnt heute in Freiburg und arbeitet als Tierarzt.